# Луций Арий Пудент
Луций Арий Пудент (на латински: Lucius Arrius Pudens) е политик и сенатор на Римската империя през 2 век.
През 165 г. Пудент е редовен консул заедно с Марк Гавий Орфит.